# Edward Bradley (forfatter)
 Der er flere personer med dette navn, se Edward Bradley.
Edward Bradley (født 25. marts 1827 i Kidderminster, død 12. december 1889 i Lenton) var en engelsk forfatter. 
Bradley studerede teologi i Durham og blev senere præst i Lincolnshire. Under pseudonymet Cuthbert Bede skrev han den humoristiske novelle The adventures of Mr. Verdant Green, an Oxford Freshman (1853—1857), der gjorde megen lykke; han illustrerede selv bogen, som giver livlige og, skønt han selv ikke var Oxfordstudent, mærkelig troværdige skildringer af livet i Oxfords studenter- og universitetskredse. Han leverede bidrag både til Punch og andre tidsskrifter og har endvidere skrevet et par børnebøger som Fairy Fables.